# Церква Сатани

Печатка Бафомета — офіційний символ Церкви Сатани.

Церква Сатани (англ. The Church of Satan) — перша офіційно зареєстрована організація, яка заявила про сатанізм як свою ідеологію, при цьому під сатанізмом розуміється не «класичне» поклоніння дияволу, а свобода від християнських догм. На даний момент серед сатаністських організацій Церква Сатани володіє найрозвинутішою та найсильнішою інтернаціональною структурою.
Люди, які наслідують систему цінностей, прийнятих Церквою Сатани, звуться сатаністами. Відповідно до офіційної позиції Церкви Сатани, аби бути сатаністом, не є обов'язковим бути членом даної організації, — тобто необхідно лише мати відповідний світогляд. При цьому Сатана сприймається не як якесь божество, якому необхідно поклонятися, а як позитивний символ життя, плотського життя та зміни. В Церкві Сатани нема елементів дияволопоклонства — подібні дії (в тому числі, віра в дуалістичний християнський світогляд стосовно протистояння «Бог проти Диявола» й вибір сторони Принця Темряви) відносяться до суто християнських єресей. Сатаністи не вірять в надприродне — ані в Бога, ані в Диявола.
Офіційним символом Церкви Сатани є печатка Бафомета.

## Історія
Церква Сатани була заснована у Вальпургієву ніч (30 квітня) 1966 року в Сан-Франциско Антоном Шандором ЛаВеєм, автором «Біблії Сатани» (1969). 1966 був названий ним першим роком сатанинської епохи. ЛаВей був верховним жерцем Церкви Сатани до своєї смерті (1966—1997).
З передісторії: в 1950-х Антон ЛаВей організував спільноту Орден Трапезоїду, який в майбутньому став керівним органом Церкви Сатани. Серед тих, хто брав участь в заходах ЛаВея, були «баронесса» Карін де Плессен, яка виросла в королівському палаці в Данії, д-р Сесіл Ніксон, ексцентричний штукар та винахідник, Кеннет Енґер, творець андеґраундних фільмів, Рассел Волден, міський юридичний радник, Дональд Вербі, один з найвпливовіших приватних підприємців Сан-Франциско, антрополог Майкл Гарнер, письменниця Шана Александер, громадський активіст Мирослав Кальченко та інші. Також товаришами ЛаВея в той період були письменники в жанрах наукової фантастики та жахів Ентоні Бучер, Оґуст Дерлет, Роберт Барбор Джонсон, Реджинальд Бретнор, Еміль Петайя, Стюарт Палмер, Кларк Ештон Сміт, Форрест Дж. Екерман та Фріц Лейбер.
1 листопада 1967 року Антон ЛаВей провів церемонію відкритого сатанинського весілля радикального журналіста Джона Реймонда та Джудіт Кейс, чим привернув до Церкви Сатани значну увагу зі сторони засобів масової інформації. Фотографом на церемонії був працюючий в «San Francisco Chronicle» Джо Розенталь, автор знакової фотографії підняття прапора американськими військами на горі Сурібаті (гора)|Сурібаті під час Другої світової війни. Фотографії сатанинського весілля було надруковано в декількох авторитетних виданнях.
В травні того ж року відбувається церемонія «сатанинського хрещення» трилітньої доньки ЛаВея Зіни Галатеї. Журналісти, які прибули задовго до церемонії, були зачаровані янгельською посмішкою дівчинки, якій належало бути посвяченою дияволові. «Сатанинське хрещення» було побудовано таким чином, аби надати задоволення дитині.
Іншою важливою подією (грудень 1967 року) стало проведення відкритого сатанинського поховання члена Церкви Сатани морського офіцера Едварда Олсона за проханням його дружини, при цьому сатанізм було незабаром внесено в реєстр офіційно визнаних релігій США.
В червні 1967 в автокатастрофі загинула Джейн Менсфілд, яка, за твердженням ЛаВея, мала близькі стосунки з ЛаВеєм та була жрицею Церкви Сатани. Не зважаючи на те, що ці твердження були неправдивими, бульварна преса оголосила смерть актриси побочним наслідком прокляття, яке ЛаВей нібито наклав на партнера Менсфілд Сема Броді.
Церква Сатани згадувалася в багатьох книгах, журналах та газетах у 1960-х та 1970-х. Також в 1970 вийшов повнометражний документальний фільм «Satanis». Антон ЛаВей грав у фільмі Кеннета Енґера «Invocation of my Demon Brother», був технічним консультантом для фільму «Диявольський дощ» («The Devil's Rain»), в якому знімалися Ернест Борґнайн, Вільям Шатнер та (вперше) Джон Траволта. Стверджувалось також, що ЛаВей неофіційно грав роль диявола в фільмі «Дитина Розмарі» («Rosemary's Baby»), але пізніше це твердження було спростовано. Церква Сатани також фігурувала в фільмі Луїджі Скатіні «Angeli Blanca, Angeli Negra» (в американському кінопрокатові відомий як «Witchcraft‘70»).
1975 року ЛаВей почав видозмінювати систему «ґротто» Церкви Сатани, позбуваючись від людей, які, як він вважав, намагалися просунутись в організації лише заради компенсації своїх невдач у зовнішньому світі. Внаслідок реальний успіх в житті став одним з критерії для просування всередині Церкви Сатани. В той самий період ЛаВей став більш перебірливим при дачі інтерв'ю. Даний перехід до «закритої» діяльності став причиною чуток про розпад організації та навіть про смерть ЛаВея.
В 1980-ті роки прокотилася нова хвиля масової істерії, теорій злочинної змови та страху перед сатанізмом, спровокована християнськими релігійними фундаменталістами, деякими медиками та ЗМІ. В цей період такі члени Церкви Сатани, як Пітер Гілмор, Пеґґі Надраміа, Бойд Райс, Адам Парфрей, Діаболос Рекс та відомий рок-музикант Кінґ Даймонд, активно виступали в засобах масової інформації зі спростуваннями неправдивих звинувачень в кримінальній діяльності Церкви Сатани, які висувалися християнськими євангелістами. Внаслідок ФБР опублікувало офіційний звіт, який спростовував всі теорії злочинної змови того періоду. Даний соціальний феномен отримав назву «Сатанинської паніки».
У 1980-ті та 1990-ті Церква Сатани та її члени активно брали участь у випуску фільмів, музики та журналів, присвячених сатанізму. Як найвизначніші можна відмітити видавництво Адама Парфрі «Feral House», музику Бойда Райса, фільми Ніка Буґаса (в тому числі й документальний фільм «Speak of the Devil: The Canon of Anton LaVey»). Церква Сатани та Антон ЛаВей фігурували в багатьох журналах та новинарних статтях того часу.
В 1997 році після смерті Антона Шандора ЛаВея головою Церкви Сатани стала Бланш Бартон, його громадянська дружина. Хоча й по сьогодні Бартон бере участь в діяльності Церкви Сатани, 2001 року вона поступилась своєю посадою Пітеру Гілмору та Пеґґі Надраміа, які сьогодні є верховними жерцем та жрицею даної організації та видають «The Black Flame» — офіційний журнал Церкви Сатани. Центральний офіс Церкви Сатани також було переміщено з Сан-Франциско до Нью-Йорку, де вони проживають.
В жовтні 2004 Королівський військово-морський флот Великої Британії офіційно зареєстрував першого сатаніста на державній службі, Кріса Кранмера, техніка на фрегатові Камберленд.

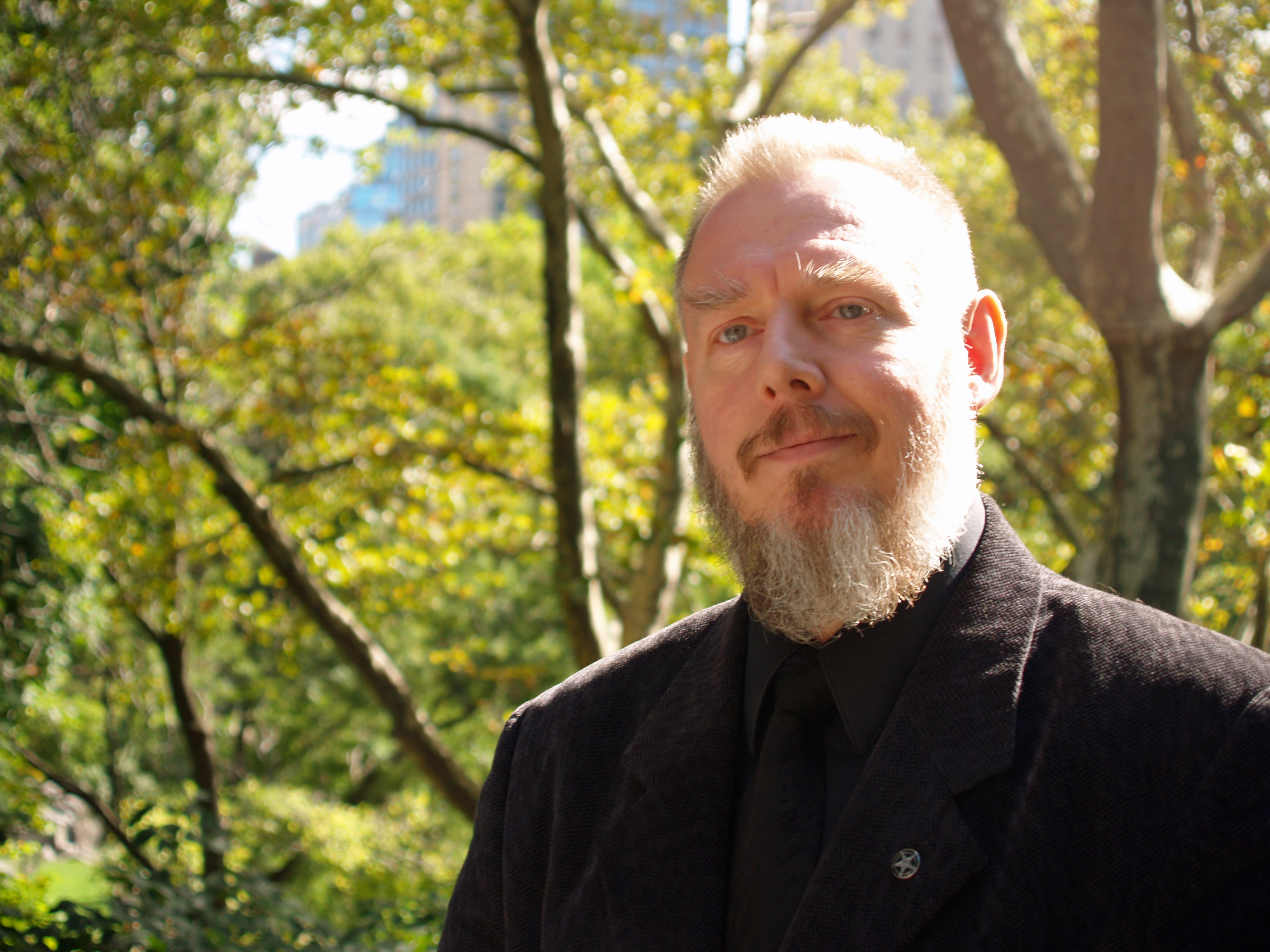
Верховний жрець Церкви Сатани Пітер Гілмор.

6 червня 2006 року («6/6/06») в Лос-Анджелесі Церква Сатани провела офіційні заходи щодо святкування сорокової річниці з дня заснування. Подія привернула увагу багатьох ЗМІ, серед яких були такі, як агентство Рейтер та «Wall Street Journal»; представники Церкви Сатани брали участь в програмах на телебаченні та радіо. Верховний жрець Пітер Гілмор прокоментував позицію Церкви Сатани стосовно обраної для святкування дати таким чином:

6/6/06 для нас така ж дата, як й інші. Ми розуміємо, що християни бояться 666 як числа звіра з їх святих писань, яке пов'язують з дияволом, але яке в дійсності, за думкою більшості дослідників, стосується Нерона. Нам здається, що нам подобається використовувати символи, подібні до числа 13, та числа 666, та інших, які викликають в людях страх, просто заради того, аби висміювати забобони.

Багато відомих особистостей на той чи інший період були пов'язані з Церквою Сатани:
- Джейн Менсфілд
- Кеннет Енґер
- Семмі Девіс молодший
- Кінґ Даймонд
- Бойд Райс
- Марк Алмонд
- Метт Скіба та Дерек Ґрант (учасники групи «Alkaline Trio»)
- Болс Магоні (професійний реслер)
- Майкл Мойніхен (журналіст)
- Кріс «Coop» Купер (художник, офіційний сайт(англ.))

Багато малопоінформованих особистостей (включно з прихильниками) також часто хибно вважають, що з Церквою Сатани був пов'язаний Мерілін Менсон. Насправді Менсон за його власною заявою є атеїстом. Але все-таки він був посвячений в почесні члени Церкви Сатани самим Антоном ЛаВеєм.

## Політика Церкви Сатани
Церква Сатани не користується правом релігійних організацій на звільнення від податків. Наслідуючи «Програму Пентагонального Ревізіонізму», Церква Сатани веде активну роботу над тим, аби в США було введено обкладення податками всіх церков, а також було офіційно прийнято соціальний принцип «відповідальності задля відповідальних».
Аби стати членом організації, індивід повинен досягти повноліття за законами тої держави, в якій він живе. Єдиний виняток робиться для дітей членів Церкви Сатани, які демонструють розуміння сатанинських філософії та практик та демонструють бажання приєднатися. Їх участь лишається обмеженою, поки вони не досягнуть повноліття (для більшості країн — 18 років). Відповідно до політики організації, всім її членам рекомендовано дотримуватися законів їх країни та муніципалітету. Церква Сатани невідкладно припиняє членство тих індивідів, які беруть участь в нелегальній діяльності.

## Членство
В Церкві Сатани членство розподіляється на два види: просто «зареєстровані учасники» та «активні члени». Зареєстровані учасники — просто люди, які, заплативши вступний внесок (200$), отримали червону картку, яка свідчить про членство в Церкві Сатани. В подальшому ніяких внесків платити не треба. Аби стати активним членом, індивідууму необхідно брати участь в діяльності Церкви Сатани та її членів в його регіоні. Активне членство розподіляється на п'ять ступенів:
- Перший ступінь — Satanist
- Другий ступінь — Warlock/Witch
- Третій ступінь — Priest/Priestess
- Четвертий ступінь — Magister/Magistra
- П'ятий ступінь — Magus/Maga

Для того, аби стати активним членом Церкви Сатани, необхідно подати заяву, яка буде розглянута організацією. У випадку, якщо заяву не відхилено, учасник стає активним членом першого ступеня. Але не можна подавати заяви на наступні ступені, а вимоги до кожного ступеня тримаються в таємниці; просування на вищий ступінь відбувається лише за запрошенням. Члени Церкви Сатани, починаючи з третього ступеню й закінчуючи п'ятим, володіють правом носити титул «Reverend» («преподобний» або «преподобна»).

## Агенти Церкви Сатани
Церква Сатани визнає деяких активних членів як агентів (Agents), які володіють правом представляти Церкву Сатани й пояснювати сатанинську філософію ЗМІ та іншим зацікавленим сторонам.

## Жерці Церкви Сатани
Жерці Церкви Сатани складають Раду дев'яти, яка є керівним органом Церкви Сатани. Орден Трапезоїду складається з тих, хто допомагає адмініструвати організацію.
В жерці Церкви Сатани призначають активних членів виходячи з їх успіху в реальному житті та професійної діяльності, а не з якихось малозначимих окультних досягнень. Будучи, як можна очікувати, експертами в галузі сатанинської філософії, жерці не зобов'язані говорити від імені Церкви Сатани й можуть навіть тримати своє членство та позицію в Церкві Сатани в таємниці, якщо це вимагається для кращого служіння їх особистим цілям або цілям організації. Жерцем можна стати лише за запрошенням.

## Ґротто
Місцеві спільноти Церкви Сатани носять назву «ґротто» (grotto). Церква Сатани на даний момент реформує систему «ґротто» на користь неформальних андеґраундних зборів. Лідер ґротто не є офіційним представником Церкви Сатани, якщо його не визнано агентом або жерцем. За даними станом на 2005 рік, Церква Сатани повертається до концепції систем ґротто.

## Припинення членства
Члени Церкви Сатани можуть в будь-який момент припинити членство в даній організації. Для цього їм необхідно надіслати написаний від руки, підписаний та датований лист, в якому має бути зазначено «I hereby resign my membership in the Church of Satan» («Я, нижчепідписаний, відмовляюсь від членства в Церкві Сатани»), разом зі своєю карткою члена в центральний адміністративний офіс, після чого їх членство буде анульовано.
Також керівний орган Церкви Сатани, який складається з верховного жерця, верховної жриці та Ради дев'яти, залишає за собою право відмінити членство індивіда в Церкві Сатани, якщо той продемонстрував постійність в порушенні принципів, описаних в «Біблії Сатани», злодійстві та спекуляціях довкола сатанізму.

## Офіційні видання
- The Cloven Hoof
- The Black Flame

### Книги А.Ш.ЛаВея
- Wolfe, Burton H.; LaVey, Anton Szandor. The Satanic Bible. — New York : Avon, 1977. — ISBN 0-380-01539-0.

- LaVey, Anton Szandor. The Satanic Rituals. — 1972. — P. 224. — ISBN 0-380-01392-4.

- LaVey, Anton Szandor. The Satanic Witch. — 2003. — ISBN 0-922915-84-9.

- LaVey, Anton Szandor. The Devil’s Notebook. — Feral House. — ISBN 0-922915-11-3.

- LaVey, Anton Szandor. Satan Speaks!. — Feral House, 1998. — ISBN 0-922915-66-0.

- Антон Шандор Ла-Вей. Сатанизм = Satanism Monograph. — 1968.

- ЛаВей А. Ш. Сатанинская библия. — М. : Unholy Words, Inc. (РЦС), 1996.

- ЛаВей А. Ш. Записная книжка дьявола. — М. : Unholy Words, Inc. (РЦС), 1996.

- ЛаВей А. Ш. Сатанинские ритуалы. — М. : Unholy Words, Inc. (РЦС), 1997.

### Інтерв'ю
- «The Doctor is in…» — останнє інтерв'ю з Антоном ЛаВеем (журнал «MF Magazine»)
- Інтерв'ю Пітера Ґілмора, верховного жерця Церкви Сатани
- Інтерв'ю Кеннета Енґера, в якому той розповідає про Антона ЛаВея та Церкву Сатани